# La caída de un imperio
La caída de un imperio  (italiano: La caduta di un impero) es una novela de aventuras del escritor italiano Emilio Salgari. Fue publicada en 1911.

## Trama
Borneo, 1871. El reino de Assam se ve amenazado por las tramas de un brahmán, con poderes sobrenaturales que esta al servicio del usurpador Sindhia. Yáñez, esposo de Surama decide lanzar un ataque contra la Pagoda Kaliko, cuartel general de las tropas enemigas pero la batalla se vuelve en su contra y se ve obligado a huir y refugiarse en el Palacio de Gauhati. Decidido a recuperar e el reino de Assam, Yáñez organiza un movimiento de resistencia y a su vez encarga a su fiel Kammamuri que cruce las líneas enemigas y pida ayuda a Sandokán.

## Títulos alternativos en español
- La Editorial Saturnino Calleja publicó La caída de un imperio: en un solo volumen en 1922
- La Editorial Saturnino Calleja publicó La caída de un imperio: en un solo volumen en 193?.
- La Editorial Saturnino Calleja publicó El falso brahmán y La caída de un imperio en un solo volumen en 194?
- La Editorial Molino dentro de su colección Salgari, publicó La caída de un imperio en un solo volumen en 1960.
- La Editorial GAHE (Madrid) publicó publicó La caída de un imperio: en un solo volumen en 1970.
- La Editorial Porrua publicó El falso brahmán y La caída de un imperio en un volumen en 1985.

- Datos: Q17600689